# Conjecture de Firoozbakht

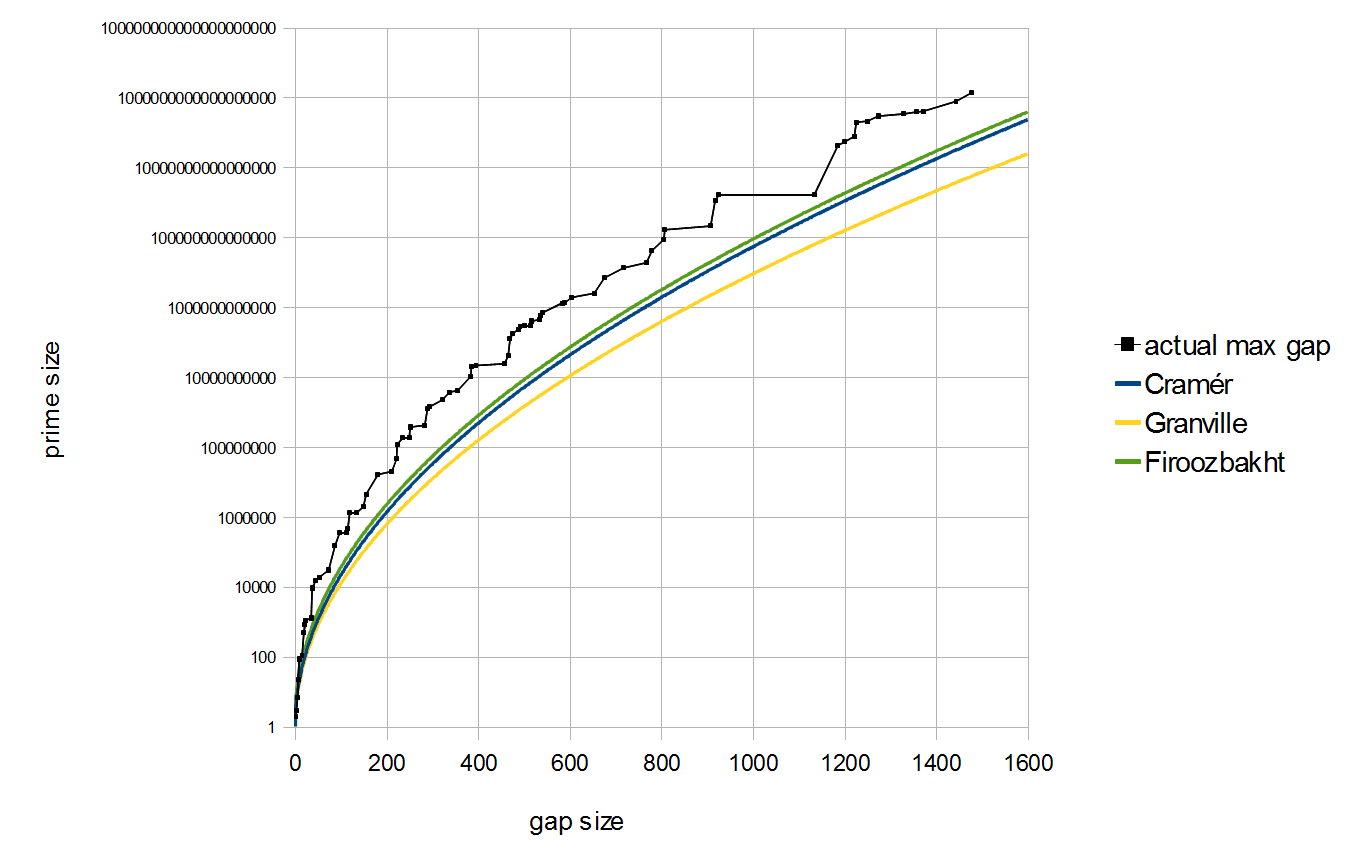
Diagramme représentant les nombres premiers en fonction des écarts entre les nombres premiers.

En théorie des nombres, la conjecture de Firoozbakht,,, est une conjecture relative à la distribution des nombres premiers, proposée en 1982 par la mathématicienne iranienne Farideh Firoozbakht, de l'université d'Ispahan.
La conjecture énonce que la suite {\displaystyle p_{n}^{1/n}} (où {\displaystyle p_{n}} est le n-ième nombre premier) est strictement décroissante, soit encore :
{\displaystyle p_{n+1}<p_{n}^{1+{\frac {1}{n}}}{\text{ pour tout }}n\geq 1.}
La conjecture implique que
{\displaystyle p_{n+1}-p_{n}<(\ln p_{n})^{2}-\ln p_{n}-1{\text{ pour tout }}n>9.}
La conjecture de Firoozbakht est vérifiée pour tout
{\displaystyle p_{n}<4\times 10^{18}.}